# Copa Verde 2017
La Copa Verde 2017 fue la cuarta (4º) edición del torneo que reúne equipos de la región norte y la región centro-oeste incluyendo el Estado de Espírito Santo. El torneo es organizado por la Confederación Brasileña de Fútbol, con un formato de disputa de partidos de ida y vuelta pasando sólo un equipo a la siguiente fase.
Para esta edición, al igual que la anterior, serán 18 los equipos participantes de esta copa, los cuales clasifican por su desempeño en el respectivo campeonato estatal y su posición en el ranking de la CBF. Mediante el desempeño en el campeonato estatal, clasifican 12 equipos mientras que por su posición en el ranking de la CBF, clasifican los cuatro mejores equipos ubicados.

## Sistema de juego
Para esta edición, se mantiene la fase preliminar en la cual se enfrentarán, en dos llaves, dos equipos jugando llaves de ida y vuelta. Los ganadores clasificarán a la fase final del torneo. 
Los dos ganadores de esta fase se enfrentarán con un equipo ya plantado en los octavos de final. Luego, se jugarán partidos de ida y vuelta para definir el paso a cuartos de final. Las demás fases (cuartos de final, semifinal y final) se jugarán de igual manera a dos partidos.
Sin embargo, para este año, no participarán equipos del estado de Goiás así como los estados de Acre y Mato Grosso del Sur, reciben un cupo más. Así mismo, el estado Amazonas tendrá un cupo menos quedando con solo uno para el torneo.
Además, con la modificación de los criterios de clasificación a los torneos internacionales, la CBF retiró el cupo que tenía asegurado el campeón de la Copa Verde a la Copa Sudamericana. Sin embargo, decidieron que el campeón de la Copa Verde entrará directamente a los octavos de final de la Copa de Brasil a partir de la edición del 2018 del torneo que reúne equipos de todos los estados del país.

### Criterios de desempate
Los criterios de desempate de la competición son:
- Mayor número de victorias.
- Mayor número de goles marcados.
- Mayor número de goles marcados como visitantes.
- Tiros desde el punto penal.

## Equipos participantes
La distribución de los cupos es:
- Acre: 2 cupos.
- Distrito Federal: 2 cupos.
- Mato Grosso del Sur: 2 cupos.
- Amapá: 1 cupo.
- Amazonas: 1 cupo.
- Espírito Santo: 1 cupo.
- Mato Grosso: 1 cupo.
- Pará: 1 cupo.
- Rondônia: 1 cupo.
- Roraima: 1 cupo.
- Tocantins: 1 cupo.

### Clasificados por campeonatos estatales
Los equipos clasificados fueron:
| Estado                      | Equipo                         | Vía de clasificación                                                                              |
| --------------------------- | ------------------------------ | ------------------------------------------------------------------------------------------------- |
| Acre 2 cupos                | Atlético Acreano Gálvez        | Campeón del Campeonato Acreano 2016 Tercer puesto del Campeonato Acreano 2016                     |
| Amapá 1 cupo                | Santos - AP                    | Campeón del Campeonato Amapaense 2016                                                             |
| Amazonas 2 cupos            | Fast Clube                     | Campeón del Campeonato Amazonense 2016                                                            |
| Distrito Federal 2 cupos    | Luziânia Ceilândia             | Campeón del Campeonato Brasiliense 2016 Subcampeón del Campeonato Brasiliense 2016                |
| Espírito Santo 1 cupos      | Río Branco - ES                | Campeón de la Copa Espírito Santo 2016                                                            |
| Mato Grosso 1 cupos         | Luverdense                     | Campeón del Campeonato Matogrossense 2016                                                         |
| Mato Grosso del Sur 1 cupos | Sete de Setembro Operário - MS | Campeón del Campeonato Sul-Matogrossense 2016 Tercer puesto del Campeonato Sul-Matogrossense 2016 |
| Pará 1 cupos                | Paysandu                       | Campeón del Campeonato Paraense 2016                                                              |
| Rondônia 1 cupos            | Rondoniense                    | Campeón del Campeonato Rondoniense 2016                                                           |
| Roraima 1 cupos             | São Raimundo - RR              | Campeón del Campeonato Roraimense 2016                                                            |
| Tocantins 1 cupos           | Tocantins                      | Campeón del Campeonato Tocantinense 2016                                                          |

### Clasificados por ranking de la CBF
| Estado                 | Equipo               | Vía de clasificación               |
| ---------------------- | -------------------- | ---------------------------------- |
| Amazonas 1 cupo más    | Nacional - AM        | Clasificados por ranking de la CBF |
| Mato Grosso 1 cupo más | Cuiabá               | Clasificados por ranking de la CBF |
| Pará 2 cupos más       | Remo Águia de Marabá | Clasificados por ranking de la CBF |

## Cuadro del campeonato
- Toda la organización de los juegos se encuentra en la página de la CBF.[5]

### Fase preliminar
- La hora de cada encuentro corresponde al huso horario que rige a Brasil (UTC-4 en Amazonas, Mato Grosso, Mato Grosso del Sur, Rondonia y Roraima; UTC-3 en Brasilia, regiones sur, sudeste y nordeste; UTC-2 en algunas islas ubicadas en Pernambuco, Río Grande del Norte, etc.).

En la fase preliminar del campeonato, se enfrentarán Nacional - AM y Gálvez (Juego 1) en una llave mientras que Sete de Setembro y Ceilândia (Juego 2) se enfrentarán para definir los clasificados a los octavos de final.
| 29 de enero de 2017, 20:00 | Gálvez    | 1:1 (0:0) | Nacional - AM        | Arena da Floresta, Río Branco |  |
|                            | Lucas 49' | Reporte   | Jefferson Araújo 65' |                               |  |

| 18 de febrero de 2017, 18:00 | Nacional - AM | 0:1 (0:1) | Gálvez     | Estadio Gilberto Mestrinho, Manacapuru |  |
|                              |               |           | Morais 45' |                                        |  |

| 29 de enero de 2017, 17:00 | Sete de Setembro | 1:1 (1:0) | Ceilândia    | Estadio Fredis Saldivar, Dourados |  |
|                            | Jefferson 40'    | Reporte   | Elivelto 65' |                                   |  |

| 18 de febrero de 2017, 17:00 | Ceilândia                                 | 3:0 (0:0) | Sete de Setembro | Estadio María Abadía, Ceilândia |  |
|                              | Romario 50' · Luiz Badhuga 71' · Dudu 87' |           |                  |                                 |  |

### Fase final
|  | Octavos de final  | Octavos de final | Octavos de final |                 |   | Cuartos de final          | Cuartos de final          | Cuartos de final          |  |  | Semifinales      | Semifinales      | Semifinales      |  |  | Final                  | Final                  | Final                  |
|  | 5 al 19 de marzo  | 5 al 19 de marzo | 5 al 19 de marzo |                 |   | 29 de marzo al 2 de abril | 29 de marzo al 2 de abril | 29 de marzo al 2 de abril |  |  | 16 y 19 de abril | 16 y 19 de abril | 16 y 19 de abril |  |  | 4 de mayo y 16 de mayo | 4 de mayo y 16 de mayo | 4 de mayo y 16 de mayo |
|  |                   |                  |                  |                 |   |                           |                           |                           |  |  |                  |                  |                  |  |  |                        |                        |                        |
|  |                   |                  |                  |                 |   |                           |                           |                           |  |  |                  |                  |                  |  |  |                        |                        |                        |
|  |                   |                  |                  |                 |   |                           |                           |                           |  |  |                  |                  |                  |  |  |                        |                        |                        |
|  | Paysandu          | 0                | 2                |                 |   |                           |                           |                           |  |  |                  |                  |                  |  |  |                        |                        |                        |
|  | Paysandu          | 0                | 2                |                 |   |                           |                           |                           |  |  |                  |                  |                  |  |  |                        |                        |                        |
|  | Gálvez            | 0                | 0                |                 |   |                           |                           |                           |  |  |                  |                  |                  |  |  |                        |                        |                        |
|  | Gálvez            | 0                | 0                | Paysandu        | 2 | 1                         |                           |                           |  |  |                  |                  |                  |  |  |                        |                        |                        |
|  |                   |                  |                  |                 | 2 | 1                         |                           |                           |  |  |                  |                  |                  |  |  |                        |                        |                        |
|  |                   | Águia de Marabá  | 1                | 0               |   |                           |                           |                           |  |  |                  |                  |                  |  |  |                        |                        |                        |
|  | Águia de Marabá   | Águia de Marabá  | 1                | 0               | 0 | 3                         |                           |                           |  |  |                  |                  |                  |  |  |                        |                        |                        |
|  | Águia de Marabá   |                  |                  |                 | 0 | 3                         |                           |                           |  |  |                  |                  |                  |  |  |                        |                        |                        |
|  | São Raimundo - RR | 1                | 0                |                 |   |                           |                           |                           |  |  |                  |                  |                  |  |  |                        |                        |                        |
|  | São Raimundo - RR | 1                | 0                | Paysandu        | 1 | 3                         |                           |                           |  |  |                  |                  |                  |  |  |                        |                        |                        |
|  |                   |                  |                  |                 | 1 | 3                         |                           |                           |  |  |                  |                  |                  |  |  |                        |                        |                        |
|  |                   | Santos - AP      | 1                | 1               |   |                           |                           |                           |  |  |                  |                  |                  |  |  |                        |                        |                        |
|  | Santos - AP       | Santos - AP      | 1                | 1               | 0 | 4                         |                           |                           |  |  |                  |                  |                  |  |  |                        |                        |                        |
|  | Santos - AP       |                  |                  |                 | 0 | 4                         |                           |                           |  |  |                  |                  |                  |  |  |                        |                        |                        |
|  | Fast Clube        | 1                | 1                |                 |   |                           |                           |                           |  |  |                  |                  |                  |  |  |                        |                        |                        |
|  | Fast Clube        | 1                | 1                | Santos - AP     | 1 | 3                         |                           |                           |  |  |                  |                  |                  |  |  |                        |                        |                        |
|  |                   |                  |                  |                 | 1 | 3                         |                           |                           |  |  |                  |                  |                  |  |  |                        |                        |                        |
|  |                   | Remo             | 2                | 0               |   |                           |                           |                           |  |  |                  |                  |                  |  |  |                        |                        |                        |
|  | Remo              | Remo             | 2                | 0               | 1 | 4                         |                           |                           |  |  |                  |                  |                  |  |  |                        |                        |                        |
|  | Remo              |                  |                  |                 | 1 | 4                         |                           |                           |  |  |                  |                  |                  |  |  |                        |                        |                        |
|  | Atlético Acreano  | 1                | 0                |                 |   |                           |                           |                           |  |  |                  |                  |                  |  |  |                        |                        |                        |
|  | Atlético Acreano  | 1                | 0                | Paysandu        | 1 | 1                         |                           |                           |  |  |                  |                  |                  |  |  |                        |                        |                        |
|  |                   |                  |                  |                 | 1 | 1                         |                           |                           |  |  |                  |                  |                  |  |  |                        |                        |                        |
|  |                   | Luverdense       | 3                | 1               |   |                           |                           |                           |  |  |                  |                  |                  |  |  |                        |                        |                        |
|  | Río Branco - ES   | Luverdense       | 3                | 1               | 2 | 5                         |                           |                           |  |  |                  |                  |                  |  |  |                        |                        |                        |
|  | Río Branco - ES   |                  |                  |                 | 2 | 5                         |                           |                           |  |  |                  |                  |                  |  |  |                        |                        |                        |
|  | Tocantins         | 0                | 2                |                 |   |                           |                           |                           |  |  |                  |                  |                  |  |  |                        |                        |                        |
|  | Tocantins         | 0                | 2                | Río Branco - ES | 0 | 2                         |                           |                           |  |  |                  |                  |                  |  |  |                        |                        |                        |
|  |                   |                  |                  |                 | 0 | 2                         |                           |                           |  |  |                  |                  |                  |  |  |                        |                        |                        |
|  |                   | Luverdense       | 5                | 2               |   |                           |                           |                           |  |  |                  |                  |                  |  |  |                        |                        |                        |
|  | Luverdense        | Luverdense       | 5                | 2               | 1 | 3                         |                           |                           |  |  |                  |                  |                  |  |  |                        |                        |                        |
|  | Luverdense        |                  |                  |                 | 1 | 3                         |                           |                           |  |  |                  |                  |                  |  |  |                        |                        |                        |
|  | Ceilândia         | 0                | 1                |                 |   |                           |                           |                           |  |  |                  |                  |                  |  |  |                        |                        |                        |
|  | Ceilândia         | 0                | 1                | Luverdense      | 2 | 3                         |                           |                           |  |  |                  |                  |                  |  |  |                        |                        |                        |
|  |                   |                  |                  |                 | 2 | 3                         |                           |                           |  |  |                  |                  |                  |  |  |                        |                        |                        |
|  |                   | Rondoniense      | 1                | 1               |   |                           |                           |                           |  |  |                  |                  |                  |  |  |                        |                        |                        |
|  | Cuiabá            | Rondoniense      | 1                | 1               | 0 | 1                         |                           |                           |  |  |                  |                  |                  |  |  |                        |                        |                        |
|  | Cuiabá            |                  |                  |                 | 0 | 1                         |                           |                           |  |  |                  |                  |                  |  |  |                        |                        |                        |
|  | Rondoniense       | 0                | 1                |                 |   |                           |                           |                           |  |  |                  |                  |                  |  |  |                        |                        |                        |
|  | Rondoniense       | 0                | 1                | Rondoniense     | 3 | 2                         |                           |                           |  |  |                  |                  |                  |  |  |                        |                        |                        |
|  |                   |                  |                  |                 | 3 | 2                         |                           |                           |  |  |                  |                  |                  |  |  |                        |                        |                        |
|  |                   | Luziânia         | 3                | 2               |   |                           |                           |                           |  |  |                  |                  |                  |  |  |                        |                        |                        |
|  | Luziânia          | Luziânia         | 3                | 2               | 1 | 1                         |                           |                           |  |  |                  |                  |                  |  |  |                        |                        |                        |
|  | Luziânia          |                  |                  |                 | 1 | 1                         |                           |                           |  |  |                  |                  |                  |  |  |                        |                        |                        |
|  | Operário - MS     | 1                | 0                |                 |   |                           |                           |                           |  |  |                  |                  |                  |  |  |                        |                        |                        |

- Nota: En cada llave, el equipo ubicado en la primera línea es el que ejerce la localía en el partido de vuelta.

### Final
| 4 de mayo de 2017 | Luverdense                                            | 3:1 (2:1) | Paysandu             | Arena Pantanal, Cuiabá                                           |                                                                  |
|                   | Erik Nascimento 11' · Marcos Aurélio 42' · Dalton 55' | Reporte   | Daniel Sobralense 6' | Asistencia: 1.853 espectadores Árbitro(s): Sávio Pereira Sampaio | Asistencia: 1.853 espectadores Árbitro(s): Sávio Pereira Sampaio |

| 16 de mayo de 2017 | Paysandu            | 1:1 (1:0) | Luverdense              | Estadio Mangueirão, Belém                                          |                                                                    |
|                    | Leandro Carvalho 3' | Reporte   | Rafael Silva 78' (pen.) | Asistencia: 26.653 espectadores Árbitro(s): Rodrigo Batista Raposo | Asistencia: 26.653 espectadores Árbitro(s): Rodrigo Batista Raposo |

| Bandera del estado de Mato Grosso |
| Campeón                           |
| Luverdense 1.er título            |